# Ljusfenomenet i Nürnberg 1561

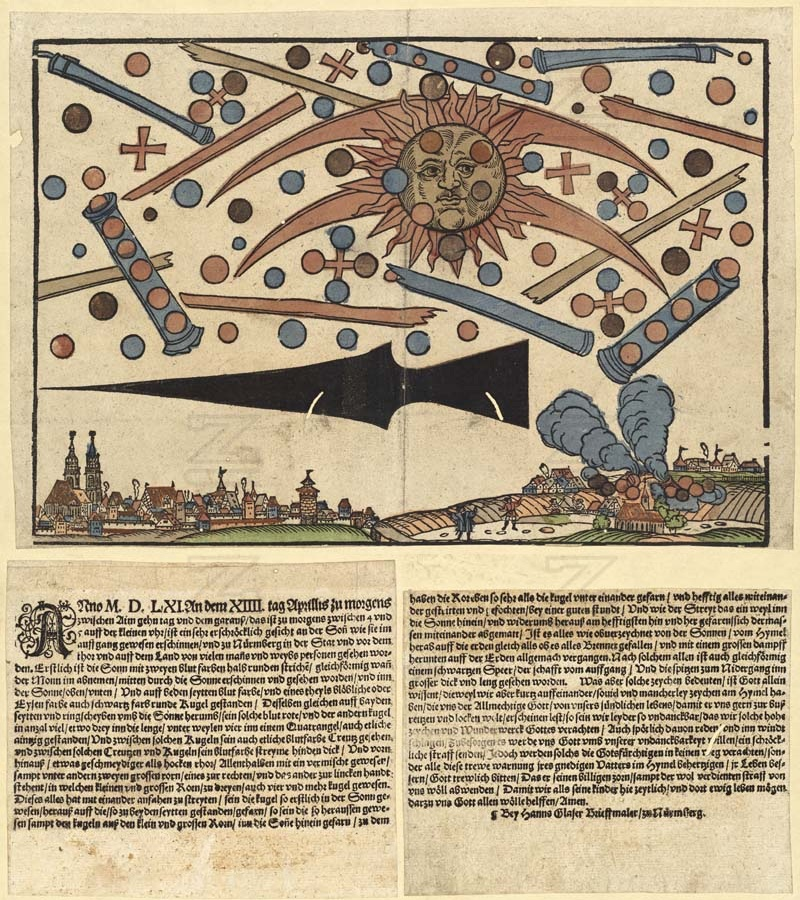
Hans Glasers tolkning av fenomenet.

Ljusfenomenet i Nürnberg 1561 var ett ljusfenomen, synliga över den tyska staden Nürnberg på morgonen den 14 april 1561. Hans Wolff Glaser nedtecknade händelsen i både text och bild senare. Fenomenen har diskuterats av forskare, ufologer och meteorologer. 
I efterhand var förmodligen ljusfenomenet ett vanligt halofenomen, men enligt vittnen ska över etthundra små eldklot exploderat i skyn och skapat flera olika former, såsom trianglar, cylindrar och kryss. Även cylinderformade rymdskepp ska haft ett slag i luften. Efter ett stort slag som varade i över en timme ska några av de olika objekten fallit ner på jorden. Sedan skall ett triangulärt objekt dykt upp innan en stor krasch hördes över staden.                                             

## Hans Wolff Glasers nedtecknande
Hans Wolff Glaser (ca. 1500-1573), var en tysk brevmålare och boktryckare. Det nedtecknande han gjorde av ljusfenomenet i Nürnberg skulle bli hans mest kända verk.  
På Glasers bild finns staden Nürnberg och en av stadens stadsdelar, St. Leonhard. Till höger på bilden står St. Leonhards kyrka i lågor, och objekt liknande kanonkulor syns falla ner på taket av kyrkan. I bakgrunden finns andra olika stadsdelar av Nürnberg. Solen är mitt i bilden, och runt den kretsar halvmåneformade objekt. Dessutom finns olika rör och cylindrar som kretsar runt solen. En stor, kolsvart spjutspets kan synas under solen. Den pekar västerut, mot staden.

## Texten
I texten nedanför bilden har Glaser skrivit, översatt från engelska:
På morgonen den 14 april 1561, vid gryningen, mellan klockan fyra och fem på morgonen, uppenbarade sig en förskräcklig sak på solen. Detta kunde ses i Nürnberg, utanför staden och på landet - av många män och kvinnor. Först uppenbarade de sig i mitten av solen, två blodröda bågar, precis som månen i sin sista fas. Och i solen, ovanför och under och på båda sidorna, där färgen var blodröd, fanns en cirkel som delvis var grå, delvis svart. Cirklarna fanns även på sidorna och var nästan som en tumör för solen. Några av cirklarna stod i linje med tre eller fyra  andra likadana cirklar, några var ensamma.  Bredvid dessa cirklar och mellan de, fanns blodröda kryss och blodröda streck, som bara blev tjockare och såg ut som grässtrån, och även två stora stavar uppenbarade sig, en på den högra sidan och en på den vänstra. Mellan de två stavarna var de olika cirklarna. Alla dessa började slåss mot sig själva, så cirklarna som varit inuti solen, flög ut till sidorna och därefter fick cirklarna som varit utanför solen flyga in i den. Bredvid cirklarna flög formerna fram och tillbaka och slogs våldsamt i över en timme. När konflikten var som mest våldsam verkade de bli uttröttade, och föll ner från solen ner på jorden, “som om de brann” och krympte sedan ihop nere på jorden under rökmoln. Efter detta uppenbarade sig ett långt, svart spjut, väldigt långt och tjockt, som med spetsen pekade åt väster och med skaftet åt öster. Vad nu det betyder, endast Gud vet. Trots att vi sett, den ena efter den andra, många tecken från himlen, vilka vår allsmäktige Gud sänt oss, för att få oss att ångra, är vi fortfarande, dessvärre, så otacksamma att vi föraktar sådana mirakler från Gud. Eller så förlöjligar vi dem, så att Gud kommer att ge oss en gruvlig hämnd för vårat otacksamma beteende. När allt kommer omkring, rädslan för Gud kommer aldrig göra att man slipper dessa tecknen från Gud, men det kommer som en varning till hjärtat från Fader vår i himlen, och om den varningen  förbättrar deras liv och de börjar be till Gud, då kanske han avvärjar sin vrede, efter detta straff, så att vi kan tills vidare fortsätta bo här och där, leva och bo som hans barn. Må Gud skänka oss sin hjälp för att göra detta, Amen. Av Hanns Glaser, brevmålare i Nürnberg.
Det som Hans Glaser dokumenterade publicerades i Nürnbergs gasett efter händelsen. Glasers nedteckning av händelsen finns idag i arkivet på Zentralbibliothek Zürich i Zürich, Schweiz.

## Teorier

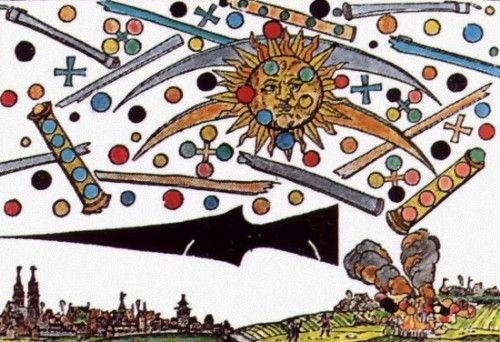

Det finns flera olika teorier om vad som egentligen hände i Nürnberg den 14 april 1561.

### Inom ufologin
Inom ufologin ses ofta fenomenen i Nürnberg som en indikation till de äldre, mer bristfälligt dokumenterade möten med UFO:n och utomjordingar. Den franska astronomen Jacques Vallée håller dock inte med om att fenomenen i Nürnberg skulle vara mer speciellt än något annat, gammalt ljusfenomen, eftersom de ibland beskrivs exakt, ordagrant, likadant, med cirklar, kors och övriga former.

### Historikers teorier
Historiker, däremot, som Ulrich Magin, uppmärksammar olika saker i Hans Glasers träsnitt som är konstiga. Exempelvis är det oklart varför inte Nürnbergs slott är med i bilden, eftersom det var ett landmärke för Nürnberg på Glasers tid. St. Leonhards kyrka är dock med i bilden. Den står i lågor, trots att den totalförstördes i en brand 1508 och inte byggdes upp förrän 1560. Enligt gamla dokument från Nürnberg bodde Glaser i Nürnberg från 1540 till 1571, alltså borde han varit medveten om branden. Magin menar att träsnittet blandar ihop händelser från olika tidpunkter. Han menar också att texten, som innehåller flera religiösa förmaningar, stärker teorin att Hans Glaser aldrig var närvarande vid fenomenet, utan tog informationen från hörsägen och olika rapporter eller dokument. Magin menar också att fraser som “strider om himlen” och liknande används flera gånger innan. Vad alla rapporter där “strider om himlen” och liknande nämns har gemensamt är flygande cirklar och bollar, kryss och spjutspetsar nämns, ofta nära solen.
Andra personer, såsom Wiebke Schwarte, menar att träsnitt och liknande från den här tiden, liksom Hans Glasers, ska tas med en nypa salt, eftersom mycket är kyrklig propaganda och vissa sådana dokumentationernas innehåll ibland till och med är på beställning från kyrkan.

### Inom meteorologin
Inom meteorologin har man flera teorier på vad fenomenet i Nürnberg kunnat bero på. Flera meteorologer menar att de ljusfenomen man såg på himlen den 14 april 1561 endast var vanliga väderfenomen, såsom halofenomen, solförmörkelser, månförmörkelser, norrsken eller stjärnfall. Den stora spjutspetsen kan i själva verket vara skymningsskuggor, och de två halvmåneformade objekten runt solen var antagligen en vädersol.

## Liknande händelser

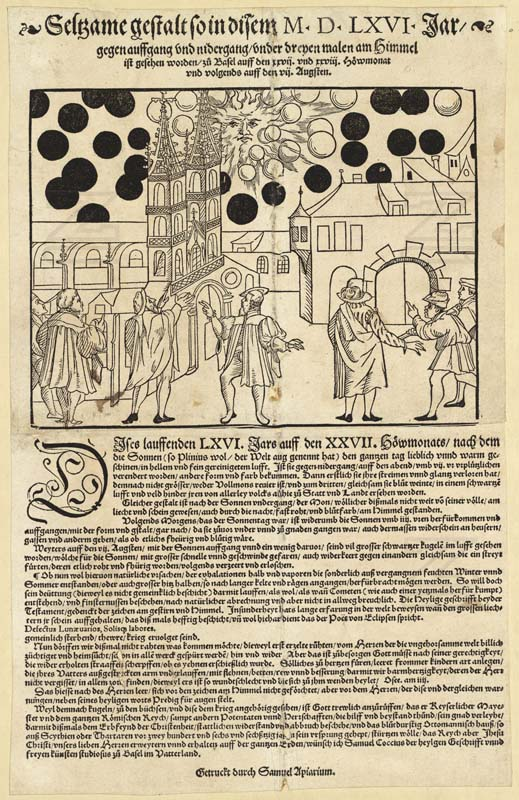
Ljusfenomenet i Basel 1566, pamflett av Samuel Apiarius.

Flera liknande händelser till ljusfenomenet i Nürnberg finns. Vittnen till de olika fenomenen beskriver ofta händelsen på ett liknande sätt. 

### Ljusfenomenet i Plech 1554
Den 1 juni 1554 observerade prästen Leonhardt Kellner en blodröd strimma som uppenbarade sig på himlen över den uppgående solen. Därefter dök blå klot och stjärnor upp, och något som såg ut som ryttare som stred mot varandra med långa lansar. Alla föremål sjunk sedan till marken, medan ryttarna och stjärnorna steg mot solen. Efter det fortsatte ryttarna att kämpa i ytterligare två timmar.

### Ljusfenomenet i Basel 1566
1566 hände en liknande sak i den schweiziska staden Basel. En pamflett av Samuel Apiarius rapporterar människor som sett en märklig figur på himlen. Liksom Hans Glasers nedtecknande finns även en bild, som visar flera vita och svarta klot på himlen. Dessa klot uppenbarade sig på morgonen den 7 augusti, och de ska hysteriskt ha krockat in i varandra gång på gång. Några av kloten ska ha blivit helt röda, medan några ska ha gått i itu och gått sönder. Liksom Hans Glasers pamflett avslutas texten på pamfletten med en kristen uppmaning.